# Jens Bille
Jens Bille (1531-1575) var en dansk (skånsk) adelsmand. Sad under hele den nordiske syvårskrig som lensmand på Gulland (Gotland). Hans hovedgods var Lyngsgaard (sv) og Vram, sidstnævnte af Jens Bille omdøbt til Billesholm. Han var meget interesseret i folkeviser og har efterladt sig et stort og værdifuldt manuskript med nedskrevne sange, som i dag opbevares på landsarkivet i Odense.  Jens Bille blev begravet i Nørre Vram  kirke.